# Ratnapur
Ratnapur (nepalski: रत्नपुर) – gaun wikas samiti w zachodniej części Nepalu w strefie Gandaki w dystrykcie Syangja. Według nepalskiego spisu powszechnego z 2001 roku liczył on 764 gospodarstw domowych i 3810 mieszkańców (2072 kobiet i 1738 mężczyzn).